# Fabien Toulmé
Fabien Toulmé (Orleães, França, 1980) é um cartunista francês.

## Biografia
Nascido em 1980, na cidade de Orleães, na França. Fabien estudou Engenharia Civil e Planejamento Urbano. Em seu último ano de estudos na França, Fabien pode fazer um ano de intercâmbio, escolheu a Universidade Federal da Paraíba e se mudou para João Pessoa, na Paraíba. Em Fortaleza abriu uma empresa de engenharia e como engenheiro trabalhou viajando por diversos países, como Brasil, Benim e França (na Guiana Francesa e Guadalupe).
Em João Pessoa, Fabien conheceu sua esposa Patrícia, com quem tem duas filhas.
Em 2010, abandonou sua empresa e retornou à França, para Aix-en-Provence, com sua família para ter mais tempo disponível para se tornar quadrinhista. Em 2012 foi para Festival de Angoulême, onde conheceu um editor interessado em seu estilo de desenho, e então iniciou a produção de sua primeira obra 'Não era você que eu esperava', publicada em 2014 na França, onde fala sobre sua filha Julia, que nasceu com Síndrome de Down.
Desde então publicou em várias revistas ('Lanfeust Mag', 'Psikopat', 'Spirou') ou em obras coletivas ('General food', 'Éditions Vide Cocagne', 'Vivre sous', 'Éditions Monanctis', 'Les autres gens'). Em 2017 publicou 'Duas Vidas', uma história em quadrinhos sobre um homem que, descobrindo-se sofrendo de um câncer incurável, decide realizar seus sonhos. No mesmo ano, Toulmé produziu 'Venenum: la grande histoire du poison', uma história em quadrinhos educativa, para um exposição do Musée des Confluences em Lyon. Toulmé deixou o cargo de engenheiro e passou a exercer a atividade de quadrinhista em tempo integral.
Em 2018, Fabien inicia a trilogia 'A odisseia de Hakim', uma série de quadrinhos de reportagem sobre a história de um refugiado sírio. Em 2019 ganhou o Prêmio Schlingo por sua obra com o artista Caloucalou, 'Cher dictateur / Zaboulistan, my love', o prêmio foi entregue no Off of Off Comic Strip Festival, em Angolema.

## Obras

### Publicadas no Brasil
- TOULMÉ, Fabien (2021). A odisseia de Hakim Vol. 3: Da Macedônia à França. Brasil: Nemo. 256 páginas. ISBN 978-6586128420
- TOULMÉ, Fabien (2020). A odisseia de Hakim Vol. 2: Da Turquia à Grécia. Brasil: Nemo. 264 páginas. ISBN 978-6586128338
- TOULMÉ, Fabien (2020). A odisseia de Hakim Vol. 1: Da Síria à Turquia. Brasil: Nemo. 272 páginas. ISBN 978-8582865194
- TOULMÉ, Fabien (2018). Duas Vidas. Brasil: Nemo. 272 páginas. ISBN 978-8582864715
- TOULMÉ, Fabien (2017). Não era você que eu esperava. Brasil: Nemo. 256 páginas. ISBN 978-8582863671

### Outras obras publicadas

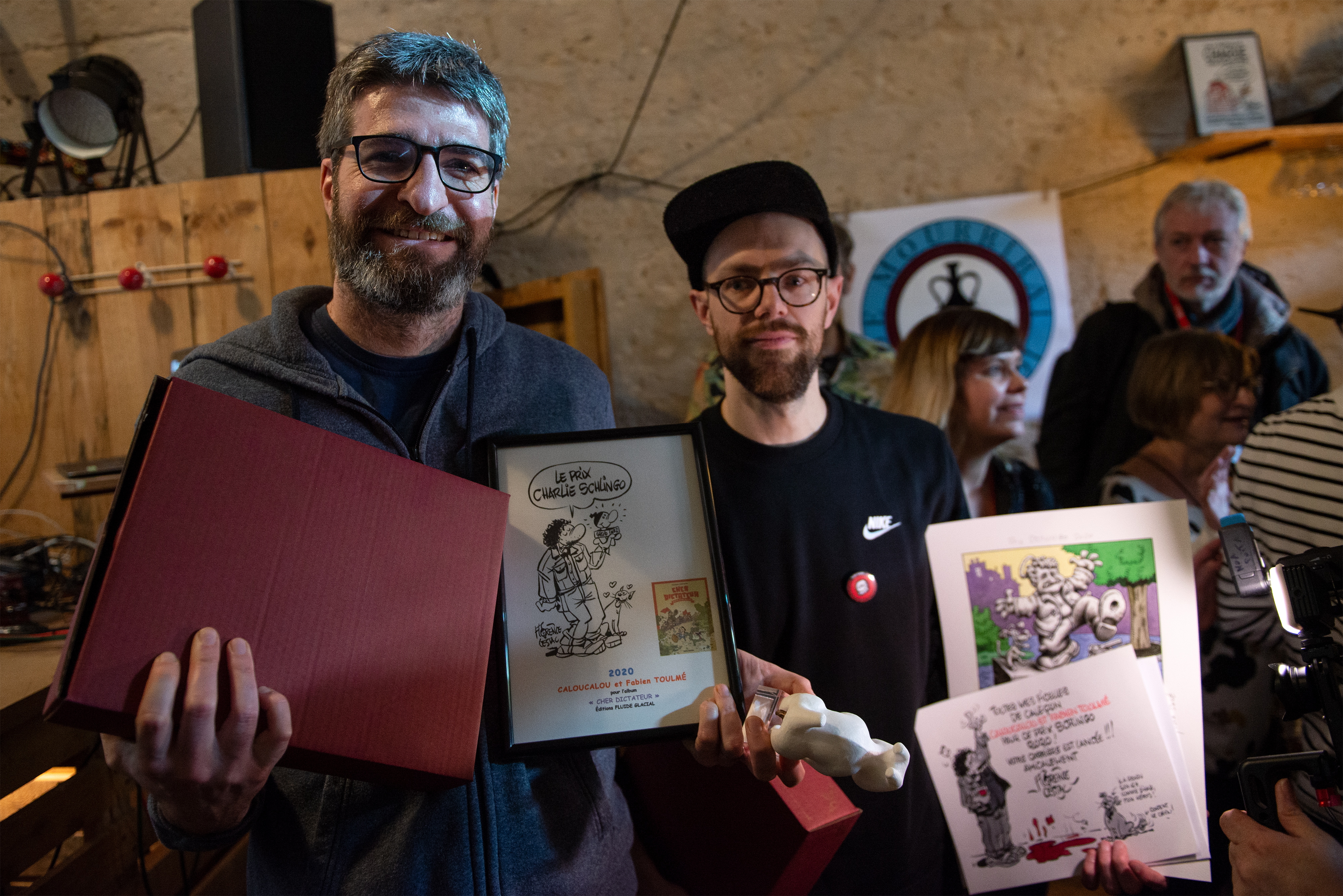
Fabien Toulmé (esquerda) e Caloucalou (direita) durante a cerimônia do Prêmio Schlingo em 2020.

- TOULMÉ, Fabien (2021). Suzette ou le grand amour (em francês). Paris: Guy Delcourt Editions. 336 páginas. ISBN 978-2413036685
- TOULMÉ, Fabien; ., Caloucalou (2019). Cher dictateur. / Zaboulistan, my love. (em francês). Chamay-lès-Mâcon (Saône-et-Loire): Fluide glacial. 46 páginas. ISBN 978-2378782238
- TOULMÉ, Fabien (2017). Venenum: la grande histoire du poison (em francês). Lyon (Musée des confluences): Lyon BD. 85 páginas. ISBN 978-2954714899

## Prêmios
- 2021 – Prêmio Franceinfo de quadrinhos de notícias e reportagens, França.[9]
- 2020 – Prêmio Schlingo, do OFF of OFF Festival, França. (Com Caloucalou)[10]
- 2018 – Prêmio Region Centre - Val-de-Loire, do bd BOUM Festival, França.[11]